# Araneus lineatus
Araneus lineatus là một loài nhện trong họ Araneidae.
Loài này thuộc chi Araneus. Araneus lineatus được Pelegrin Franganillo-Balboa miêu tả năm 1931.